# Соня Хени
Соня Хени (на норвежки: Sonja Henie) е норвежка състезателка по фигурно пързаляне, 10-кратна световна шампионка и 3-кратна олимпийска шампионка – от зимните олимпийски игри през 1928, 1932 и 1936 г. Най-младата олимпийска шампионка до 1998 г. 

## Биография
Соня Хени е родена в Осло, в заможно семейство, поощряващо спорта. Участва на зимните олимпийски игри в Шамони през 1924 г. на 11-годишна възраст. През 1927 г. печели първата си от десетте световни титли. На следващата олимпиада през 1928 г. печели златен медал с гласовете на шест от седемте съдии. 
След края на кариерата си през 1936 г. прави кариера в Холивуд, като най-известният ѝ филм е One in a Million. 
Умира през 1969 г. в полет от Париж за Осло от левкемия на 57-годишна възраст. 